# Chris Mitrevski
Christopher "Chris" Mitrevski (* 12. Juli 1996 in Melbourne) ist ein australischer Leichtathlet, der sich auf den Weitsprung spezialisiert hat. 2022 wurde er Ozeanienmeister in dieser Disziplin. 

## Sportliche Laufbahn
Erste internationale Erfahrungen sammelte Chris Mitrevski bei der Sommer-Universiade 2017 in Taipeh, bei denen er mit 7,78 m den vierten Platz belegte. 2018 nahm er erstmals an den Commonwealth Games im australischen Gold Coast teil und belegte dort mit 7,90 m den sechsten Platz. 2019 gewann er bei den Ozeanienmeisterschaften in Townsville mit einer Weite von 7,50 m die Bronzemedaille hinter seinem Landsmann Henry Smith und Jordan Peters aus Neuseeland. Anschließend erreichte er bei den Studentenweltspielen in Neapel mit 7,84 m den fünften Platz. 2021 siegte er mit 8,03 m beim Canberra Track Classic und anschließend mit 8,02 m mit Queensland Track Classic. Im Jahr darauf siegte er mit 8,22 m beim Melbourne Track Classic und anschließend mit 8,06 m beim Brisbane Track Classic. Im Juni siegte er mit 7,90 m bei den Ozeanienmeisterschaften in Mackay und schied dann bei den Weltmeisterschaften in Eugene mit 7,83 m in der Qualifikationsrunde aus. Daraufhin gelangte er bei den Commonwealth Games in Birmingham mit 7,70 m auf Rang neun.
2023 siegte er mit 8,16 m beim Maurie Plant Meet – Melbourne sowie mit 8,19 m bei den Kuortane Games. Im August schied er bei den Weltmeisterschaften in Budapest mit 7,99 m in der Qualifikationsrunde aus. Im Jahr darauf siegte er mit 7,96 m beim Maurie Plant Meet sowie mit 8,00 m beim Sydney Track Classic. Im Mai siegte er dann mit 8,24 m beim Kinami Michitaka Memorial Athletics Meet und verpasste dann bei den Olympischen Sommerspielen in Paris mit 7,79 m den Finaleinzug.
In den Jahren 2017 und 2018 sowie 2022 und 2024 wurde Mitrevski australischer Meister im Weitsprung sowie 2017 auch mit der 4-mal-100-Meter-Staffel.